# Parti d'action démocratique (Bosnie-Herzégovine)
Pour les articles homonymes, voir Parti d'action démocratique.
Le Parti d'action démocratique (en bosnien, Stranka demokratske akcije, abrégé en SDA) est un parti politique bosnien et bosniaque fondé en mai 1990 à Cazin par Alija Izetbegović, Muhamed Filipović et Fikret Abdić. Il est membre observateur du Parti populaire européen.
Le SDA est également présent en Croatie (SDA Hrvatske), au Monténégro et en Serbie essentiellement dans la région du Sandžak (SDA Sandžak).

## Résultats électoraux

### Élections présidentielles
| Année | Rang | Candidat          | Votes   | %    | Représentant | Élu |
| ----- | ---- | ----------------- | ------- | ---- | ------------ | --- |
| 1996  | 1er  | Alija Izetbegović | 730 592 | 80,0 | Bosniaques   | Oui |
| 1998  | 1er  | Alija Izetbegović | 511 541 | 86,8 | Bosniaques   | Oui |
| 2002  | 1er  | Sulejman Tihić    | 192 661 | 37,2 | Bosniaques   | Oui |
| 2006  | 2e   | Sulejman Tihić    | 153 683 | 27,5 | Bosniaques   | Non |
| 2010  | 1er  | Bakir Izetbegović | 162 831 | 34,8 | Bosniaques   | Oui |
| 2014  | 1er  | Bakir Izetbegović | 247 235 | 32,8 | Bosniaques   | Oui |
| 2018  | 1er  | Šefik Džaferović  | 212 581 | 36,6 | Bosniaques   | Oui |
| 2022  | 2e   | Bakir Izetbegović | 214 412 | 37,3 | Bosniaques   | Non |

### Élections législatives
| Année | Voix    | Rang | Sièges                    | Sièges              | Gouvernement                                 |
| Année | Voix    | Rang | Chambre des représentants | Chambre des peuples | Gouvernement                                 |
| ----- | ------- | ---- | ------------------------- | ------------------- | -------------------------------------------- |
| 1996  | 899 970 | 1er  | 19 / 42                   | 5 / 15              | Coalition                                    |
| 1998  | 583 895 | 1er  | 17 / 42                   | 3 / 15              | Coalition                                    |
| 2000  | 279 548 | 2e   | 8 / 42                    | 2 / 15              | Opposition                                   |
| 2002  | 269 427 | 1er  | 10 / 42                   | 4 / 15              | Coalition                                    |
| 2006  | 238 475 | 2e   | 9 / 42                    | 3 / 15              | Coalition                                    |
| 2010  | 214 300 | 3e   | 7 / 42                    | 3 / 15              | Coalition (2010-2012) Opposition (2012-2014) |
| 2014  | 305 715 | 1er  | 10 / 42                   | 3 / 15              | Coalition                                    |
| 2018  | 281 754 | 1er  | 9 / 42                    | 3 / 15              | Coalition                                    |
| 2022  | 273 545 | 1er  | 9 / 42                    | 2 / 15              | Opposition                                   |